# 데이터베이스 모델
데이터베이스 모델(database model)은 데이터베이스 관리 시스템이 지원하는 공식 언어로 기술된 데이터베이스의 구조나 형식을 말한다. 다시 말해, 데이터베이스 모델은 데이터베이스 관리 시스템과 결합하는 데 쓰이는 데이터 모델의 응용이다. 데이터베이스 모델은 데이터베이스 안에 속해있다. 

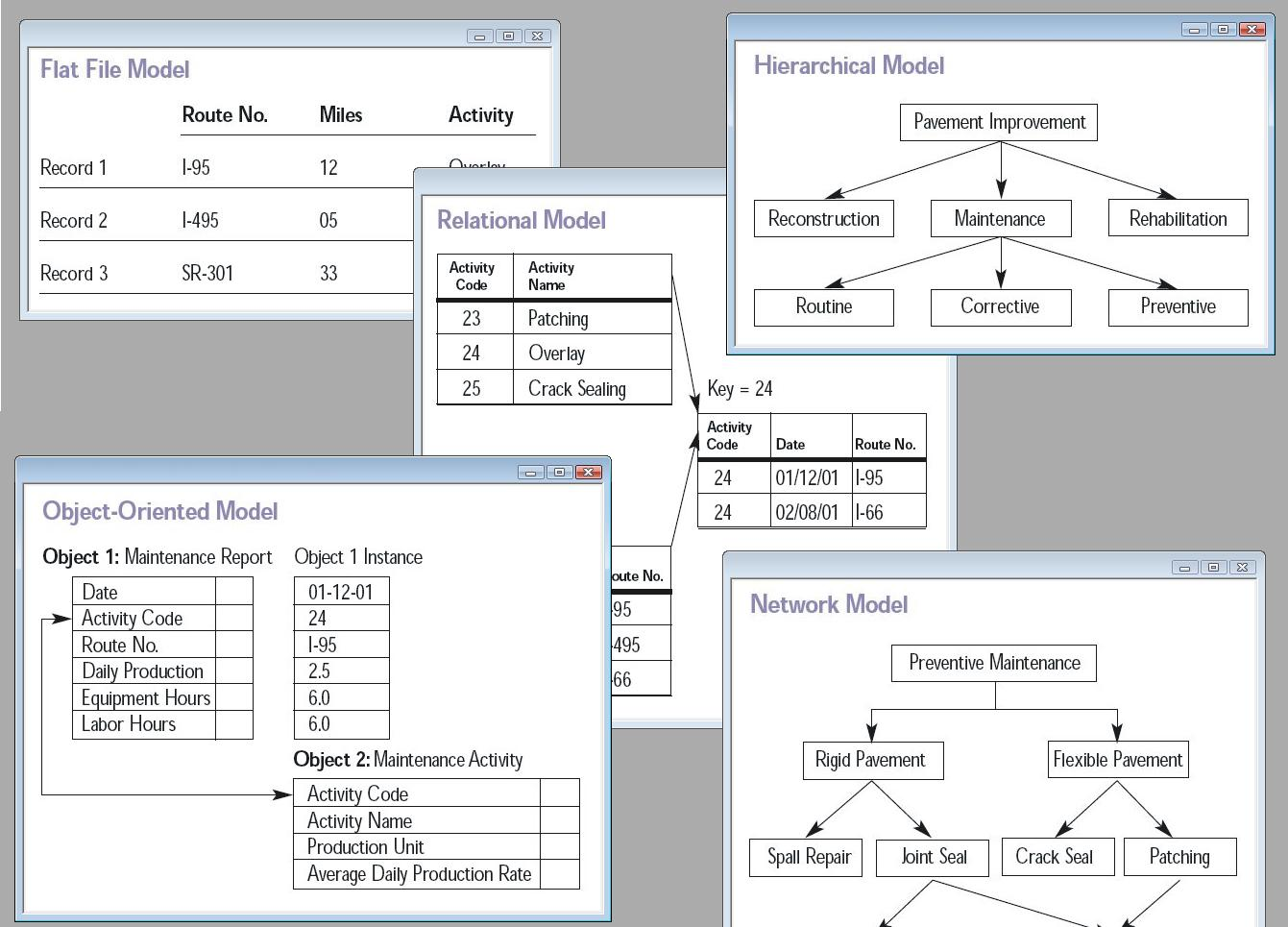
5가지 종류의 데이터베이스 모델의 콜라주.

기본 스키마는 일반적으로 데이터 사전에 저장되어 있다. 이 스키마가 텍스트 질의 언어에 정의되어 있지만 이 용어는 데이터베이스 구조를 그림으로 기술한 것을 나타내는 데 쓰이기도 한다.

## 개요
데이터베이스 모델은 데이터베이스가 어떻게 구조화되고 쓰이는지를 알려주는 이론이나 상세한 설명을 말한다. 몇 가지 모델은 아래와 같이 제시되어 있다. 각 데이터베이스 모델은 하나씩 데이터 모델의 구조와 관련이 있다.
- 계층형 모델 (Hierarchical model)
- 네트워크형 모델 (Network model)
- 관계형 모델 (Relational model)
- 객체-관계형 모델 (Object-relational model)
- 객체형 모델 (Object model)

데이터 모델은 데이터 구조화의 한 방법일 뿐 아니라 데이터에 수행할 수 있는 명령의 집합을 정의하기도 한다.

## 같이 보기
- 스타 스키마